# Egholm By
Egholm By er en landsby med 23 indbyggere (2008) på øen Egholm i Limfjorden . Byen er den eneste på Egholm og hører under Aalborg Kommune og er beliggende i Vesterkær Sogn.
Egholm nævnes første gang omkring år 1200. Det menes dog, at Egholm blev dannet ved en landhævning i stenalderen, ca. 8000-6000 år f.Kr. Egholm bestod oprindeligt af en klynge landbrugsejendomme. Med tiden kom der nogle parcelhuse og en automobilvirksomhed til, og for få år siden blev der etableret et kursuscenter. Egholm By har mest karakter af en tæt beplantning med enkelte gårde og huse. 